# 20. februar
20. februar er dag 51 i året, i den gregorianske kalender. Der er 314 dage tilbage af året (315 i skudår). Findes ikke i år 1700 i Danmark pga. skift til ny kalender.
Dagens navn Eucharias. Han blev mod sit ønske udnævnt til biskop af Orleans, og blev fængslet, da han modarbejdede frankernes konge, Karl Martel, i dennes bestræbelser på at blive enerådig kirkeværge. Eucharias døde i fængslet år 743.

### Begivenheder
Født - Dødsfald
- 1472 - Jakob 3. af Skotland annekterer Orkney- og Shetlandsøerne. Jakob blev i 1469 gift med Christian 1.s datter Margrete, og fik i den forbindelse øerne som pant til sikkerhed for at Christian senere ville betale sin datters medgift. Dette skete ikke og tre år senere indlemmede Jakob derfor øerne i Skotland.
- 1547 - Edvard 6. af England krones i Westminster Abbey i en alder af ni år efter Henrik 8.'s død.
- 1811 - Østrig erklærer sig selv fallit.
- 1962 - John Glenn bliver den første amerikaner, der i rummet flyver om Jorden.
- 1997 - Det Konservative Folkepartis leder Hans Engell kører galt på Helsingørmotorvejen med en alkoholpromille på 1,37.
- 2005 - Spanien bliver det første land, hvor der stemmes om EU's forfatningstraktat. Resultatet bliver "ja", men med kun 42% stemmedeltagelse.

### Født
- 1791 - Carl Czerny, østrigsk komponist (død 1857).
- 1886 - Peter Freuchen, dansk forfatter og eventyrer (død 1957).
- 1896 - Emil Vodder, dansk læge (død 1986).
- 1901 - Mohammad Naguib, egyptisk præsident (død 1984).
- 1903 - Randi Michelsen, dansk skuespiller (død 1981).
- 1904 - Aleksej Kosygin, premierminister i USSR (død 1980).
- 1911 - P.V. Glob, dansk arkæologiprofessor (død 1985).
- 1916 - Jean Erdman, amerikansk danser og koreograf.
- 1917 - Juan Vicente Torrealba, Venezuelansk harpist og komponist.
- 1925 - Robert Altman, amerikansk filminstruktør (død 2006).
- 1925 - Girija Prasad Koirala, Nepals premierminister (død 2010).
- 1926 - Ken Olsen, amerikansk ingeniør og virksomhedsleder (død 2011).
- 1927 - Sidney Poitier, amerikansk skuespiller (død 2022).
- 1927 - Ibrahim Ferrer, cubansk musiker (død 2005).
- 1932 - Diana Pereira Hay, dansk komponist og pianist.
- 1942 - Asbjørn Jensen, dansk højesteretsdommer og forligsmand.
- 1943 - Mike Leigh, engelsk filminstruktør.
- 1946 - Brenda Blethyn, engelsk skuespiller og sanger.
- 1947 - Peter Osgood, engelsk fodboldspiller (død 2006).
- 1947 - Lise Hækkerup, dansk politiker.
- 1950 - Anne Marie Steen Nielsen, dansk avistegner.
- 1955 - Per Clausen, dansk folketingsmedlem.
- 1956 - Dan Schlosser, dansk skuespiller, studievært, speaker og forfatter.
- 1960 - Henrik Dahl, dansk sociolog, livsstilsforsker og forfatter.
- 1966 - Cindy Crawford, amerikansk skuespiller og supermodel.
- 1967 - Kurt Cobain, amerikansk rockmusiker (død 1994).
- 1971 - Camilla Bendix, dansk skuespiller.
- 1983 - Silas Holst, dansk danser.
- 1988 - Rihanna, barbadisk sanger.

### Dødsfald
- 1513 - Hans, dansk-norsk-svensk konge (født 1455).
- 1626 - John Dowland, engelsk komponist og lutenist (født 1563).
- 1685 - Sophie Amalie af Braunschweig-Lüneburg, dansk dronning til Frederik 3. (født 1628).
- 1790 - Josef 2., tysk-romersk kejser (født 1741).
- 1920 - Robert Peary, amerikansk opdagelsesrejsende (født 1856).
- 1961 - Percy Grainger, australsk-amerikansk komponist og pianist (født 1882).
- 1963 - Jacob Gade, dansk komponist og violinist (født 1879).
- 1966 - Chester Nimitz, amerikansk admiral (født 1885).
- 1993 - Ferruccio Lamborghini, italiensk bilfabrikant (født 1916).
- 2005 - Hunter S. Thompson, amerikansk journalist og forfatter (født 1937).
- 2007 - Carl-Henning Pedersen dansk billedkunstner (født 1913).
- 2007 - Stine Bierlich, dansk skuespillerinde (født 1967).
- 2010 - Alexander Haig, amerikansk udenrigsminister og øverstkommanderende for NATO (født 1924).
- 2011 - Povl Brøndsted, dansk lærer og politiker (født 1924).
- 2016 - Ove Verner Hansen, dansk sanger og skuespiller (født 1932).

- 2024 - Jens Jørgen Bolvig, tidligere folketingsmedlem (født 1930)

|  | Denne datoartikel kan blive bedre, hvis der indsættes et (bedre) billede Du kan hjælpe ved at afsøge Wikimedia Commons for et passende billede eller uploade et godt billede til Wikimedia Commons iht. de tilladte licenser og indsætte det i artiklen. |